# 福田哲夫
福田 哲夫（ふくだ てつお、1949年 - ）は、日本のインダストリアルデザイナー。

## 来歴
東京都出身。
1967年に東京都立工芸高等学校を卒業して日産自動車に入社する。1970年代に独立してデザイナーとしての活動を始める。
デザインする製品は幅広く、特に鉄道車両の分野では新幹線300系電車、新幹線400系電車、新幹線700系電車、新幹線N700系電車、新幹線E2系電車、新幹線E4系電車などを手がけた。一連の新幹線車両の設計では、前頭部分に空力デザインのエリアルールの考え方を鉄道車両に持ち込んだとされている。
学術分野では、首都大学東京教授を経て、2008年より東京都立産業技術大学院大学教授を務め、その後同大学名誉教授となる。また、京都精華大学で客員教授を務める。
日本デザイン振興会グッドフェロー。

## 著書
- 『新幹線をデザインする仕事 「スケッチ」で語る仕事の流儀 』ソフトバンククリエイティブ、2015年